# Szilvássy Pál (országgyűlési képviselő)
Szilvássy Pál, Szilvási (Hejőpapi, Borsod vármegye, 1882. január 18. – ?) magyar gazdálkodó, Borsod vármegyei helyi politikus, országgyűlési képviselő.

## Élete
1882-ben született református vallásban, régi nemesi családban; felmenői a nemesi levelüket III. Ferdinándtól kapták. Szülei Szilvási István földműves és Ruszkay Erzsébet. A középiskola négy osztályát a miskolci református gimnáziumban végezte, majd bekapcsolódott a családja gazdálkodási munkáiba. Szintén már fiatalon érdeklődött a közéleti ügyek iránt is, alig huszonöt éves volt, amikor tagja lett községe képviselő-testületének, s attól fogva évtizedeken át állandóan részt vett a település vezetésében. Ugyancsak aktívan működött közre egyháza életében is, mint a presbitérium egyik tagja.
1907. november 6-án Nemesbikken feleségül vette Kerekes Annát.
Huszonöt éves korában választották be Borsod vármegye törvényhatósági bizottságába is, és attól kezdve a megyei közéletből is hosszú időn keresztül kivette a részét. 1934-ben tagja lett a törvényhatósági kisgyűlésnek is, továbbá aktív tevékenységet fejtett ki a szövetkezeti életben is. A Hangya Szövetkezetben ügyvezető igazgatói tisztségig vitte, s húsz évet meghaladó munkásságáért a szövetkezet díszoklevelét és bronzérmét nyerte el. Az 1939-es általános választáson országgyűlési mandátumhoz is jutott, a Magyar Élet Pártja Borsod vármegyei listájáról.
A második világháború végén nyugatra költözött, Sopronból indulva Bajorországba emigrált, és ottani életéről viszonylag részletes naplót írt. Hosszabb időt töltött együtt az emigrációban Nyirő József íróval, aki az utolsó, Íme az emberek című regényében, annak egyik főszereplőjeként meg is örökítette az alakját, Hejő Pali néven.